# 西小泉駅
西小泉駅（にしこいずみえき）は、群馬県邑楽郡大泉町西小泉四丁目にある、東武鉄道小泉線の駅である。駅番号はTI 46。

## 歴史
- 1941年（昭和16年）12月1日 - 開業[1][注 1]。
  - 開業時点では、仙石河岸貨物線の駅であり、中島飛行機小泉製作所の玄関口であった。駅舎は立派なものであり、当時は貨物等の取扱量も多く、その隆盛が偲ばれた。
  - 1976年（昭和51年）までは当駅以南にも貨物線（仙石河岸線）が続き、貨物駅である新小泉駅および仙石河岸駅が存在した。廃止後の線路跡は遊歩道「いずみ緑道」として整備されている。
- 2012年（平成24年）3月17日 - TI 46の駅ナンバリングが導入。
- 2017年（平成29年）9月16日 - 新駅舎が供用開始[3]。

## 駅構造
島式ホーム1面2線を有する地上駅。駅舎はホームの南端、1番線の車止めの先にあり、ホームとはスロープで連絡している。PASMO簡易改札機が設置されている。2番線の車止めの先には公衆トイレが設置されている。西側に使われなくなったホームがある。線路は残ったままだが、架線は撤去されている。
当駅が立地している大泉町は人口の1割以上が外国人であり、そのうちの半数以上がブラジル人である。駅舎はブラジルの国旗に使われている黄色や緑色を使用し、ブラジルタウンの玄関口であることを表現しており、隣接した大泉町の公衆トイレにもデザインしている。駅舎入口には、ブラジルの国鳥であるトゥカーノ（オニオオハシ）をイメージした駅シンボルサインが掲出されている。また当駅の駅名看板や構内の案内表示は、日本語・英語・中国語・韓国語に加え、ブラジルの公用語であるポルトガル語と南米において主に使われるスペイン語の6か国語で表記されている。

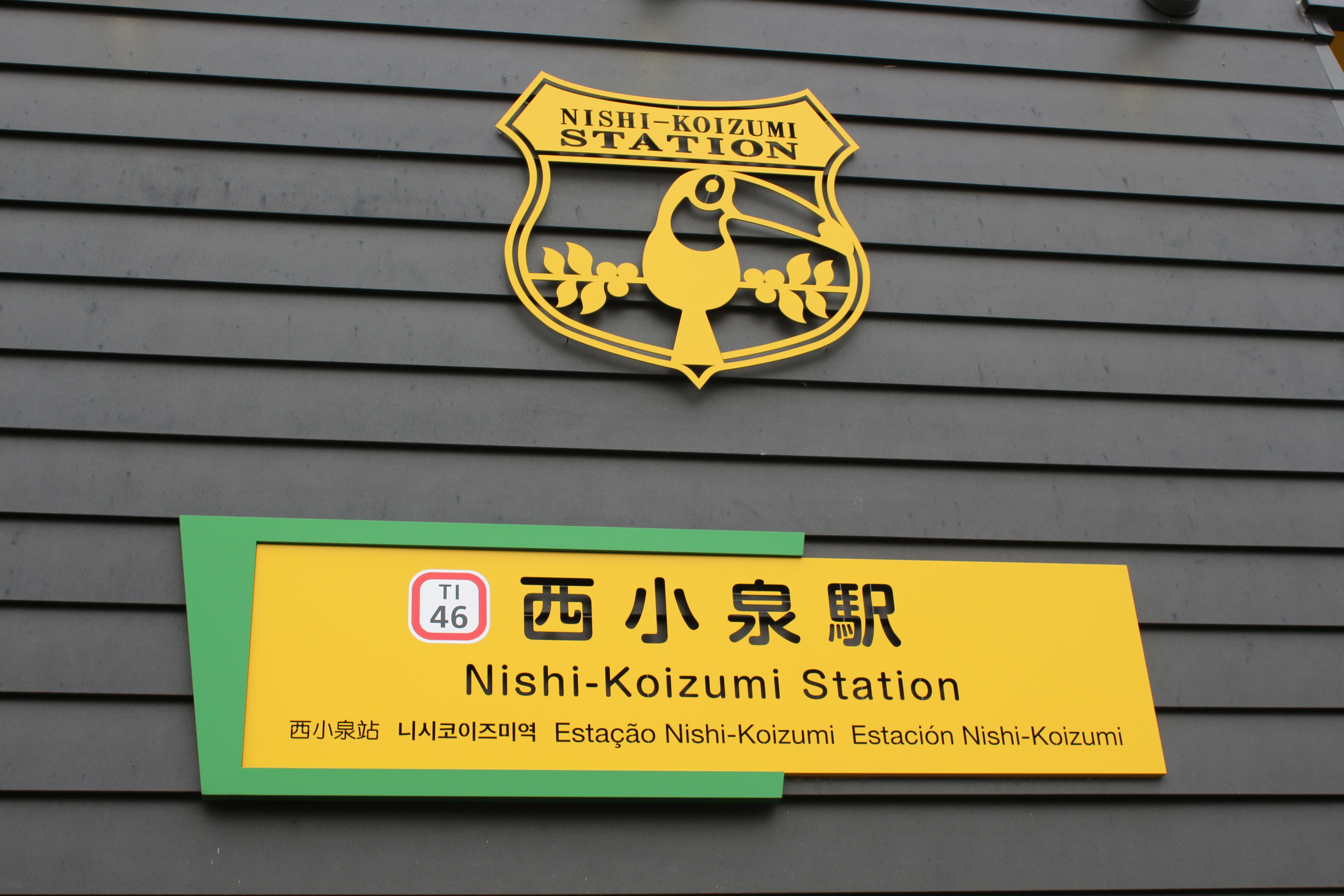
6か国語で表記された駅名看板とトゥカーノをイメージした駅シンボルサイン（2020年6月）
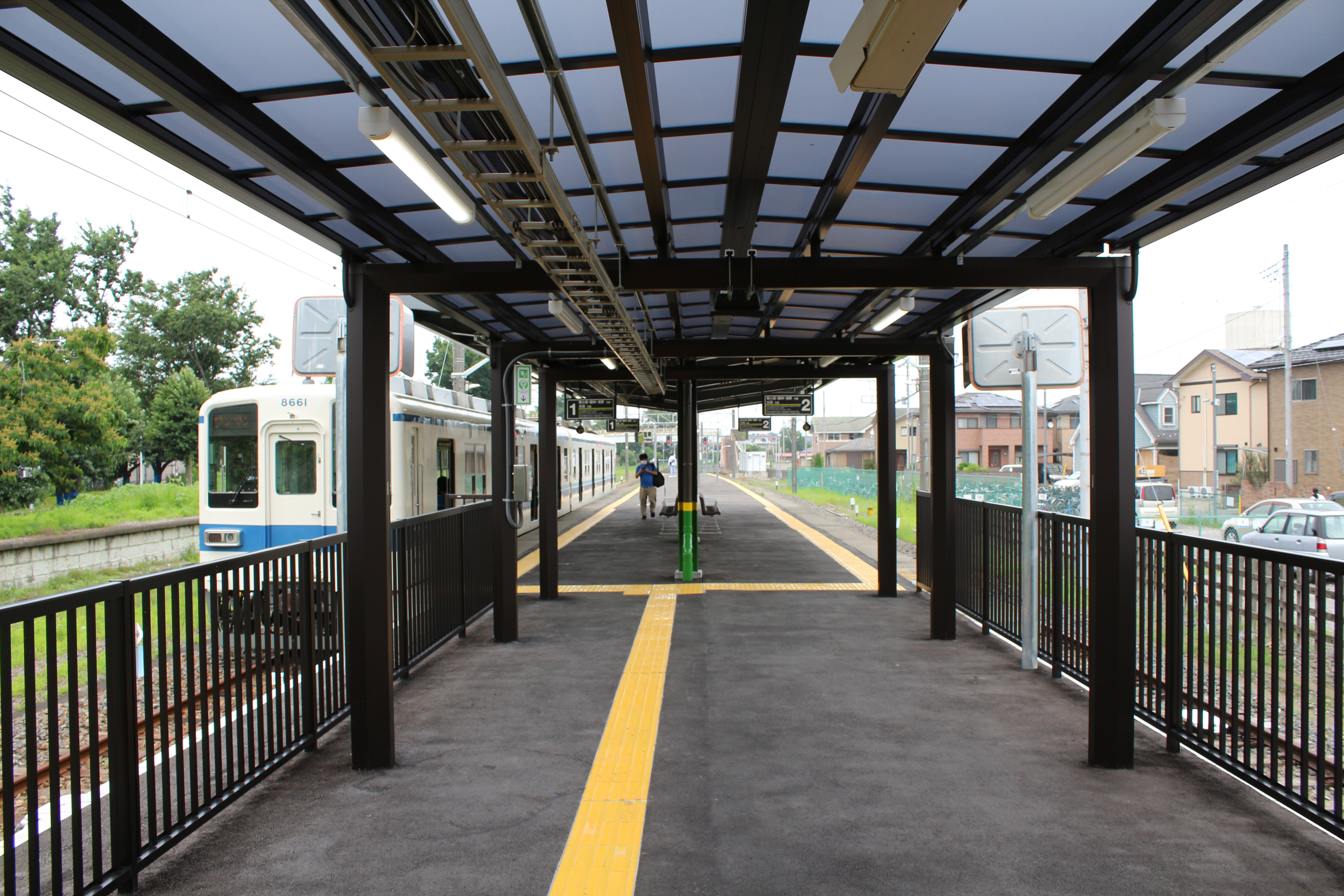
ホーム（2020年6月）
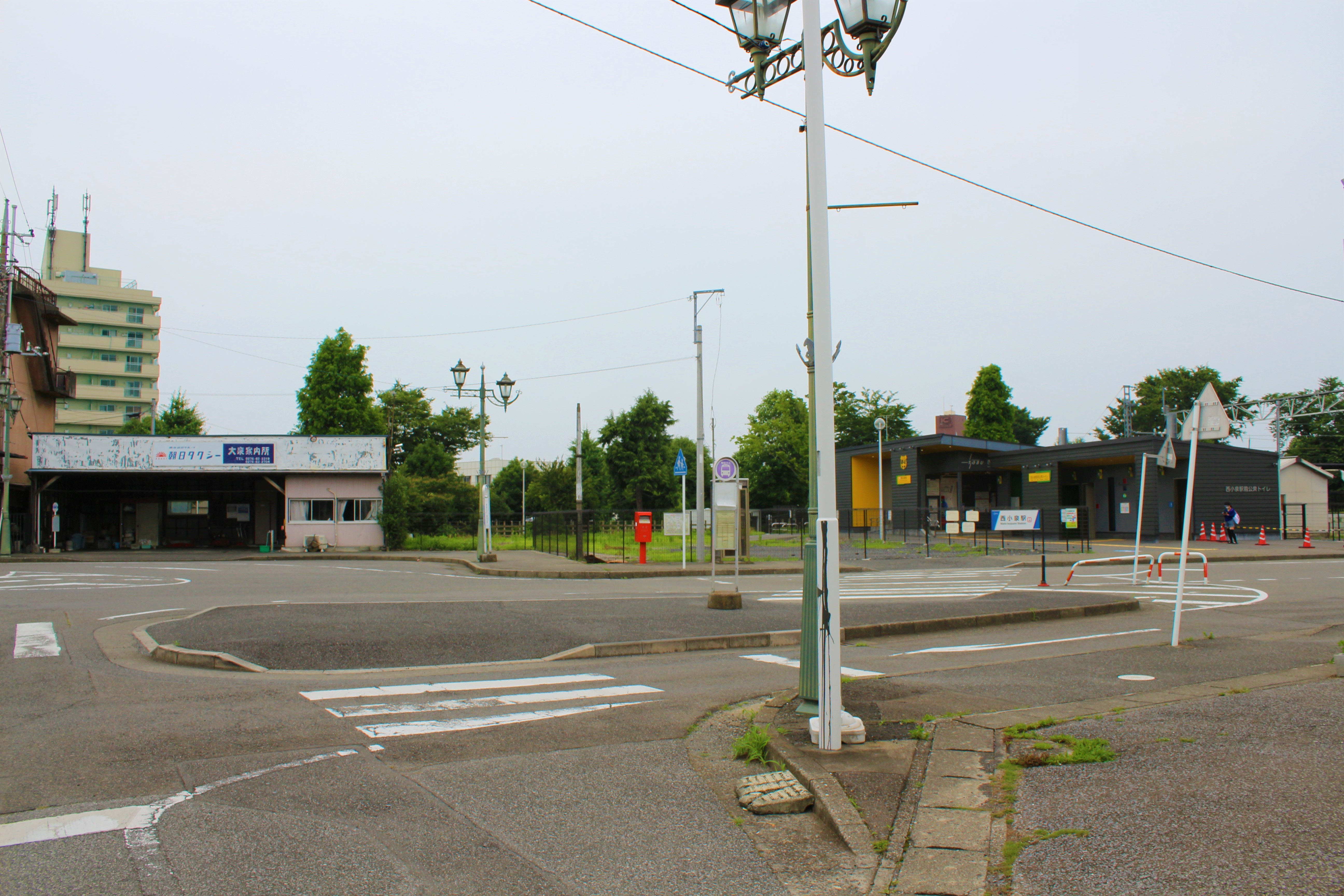
駅前（2020年6月）
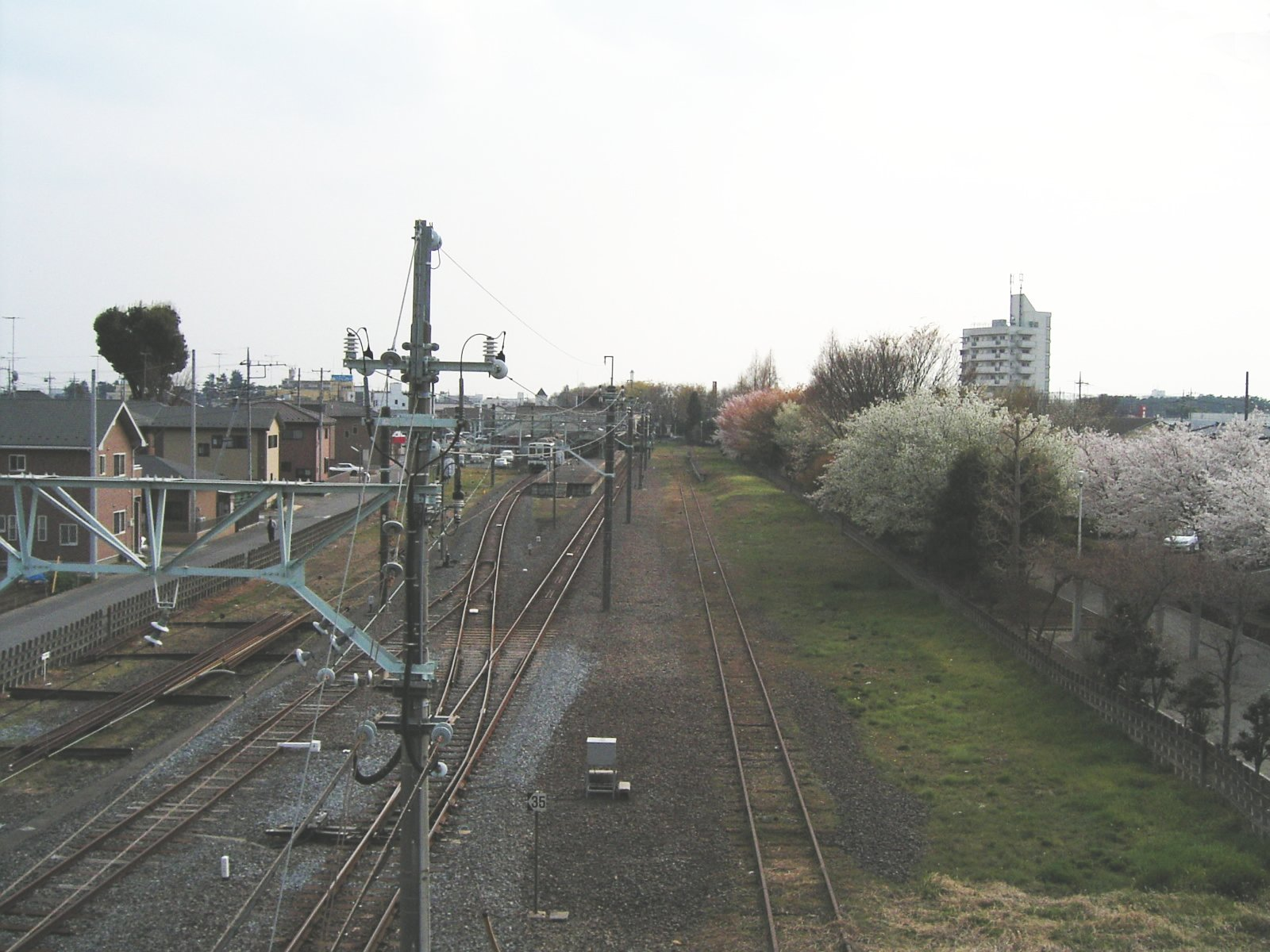
全景（2007年4月）
旧駅舎（2012年11月）
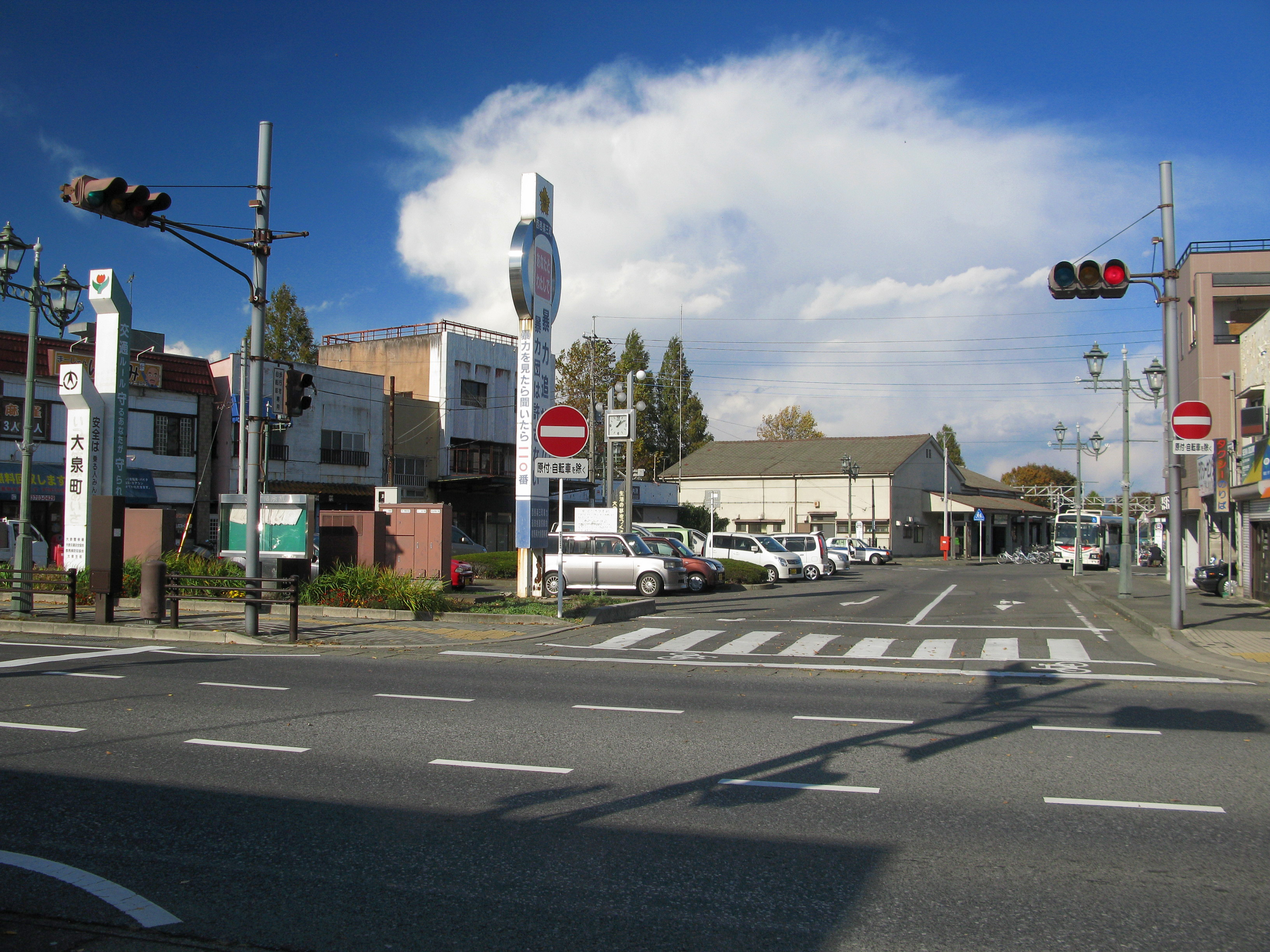
駅前広場（2012年11月）
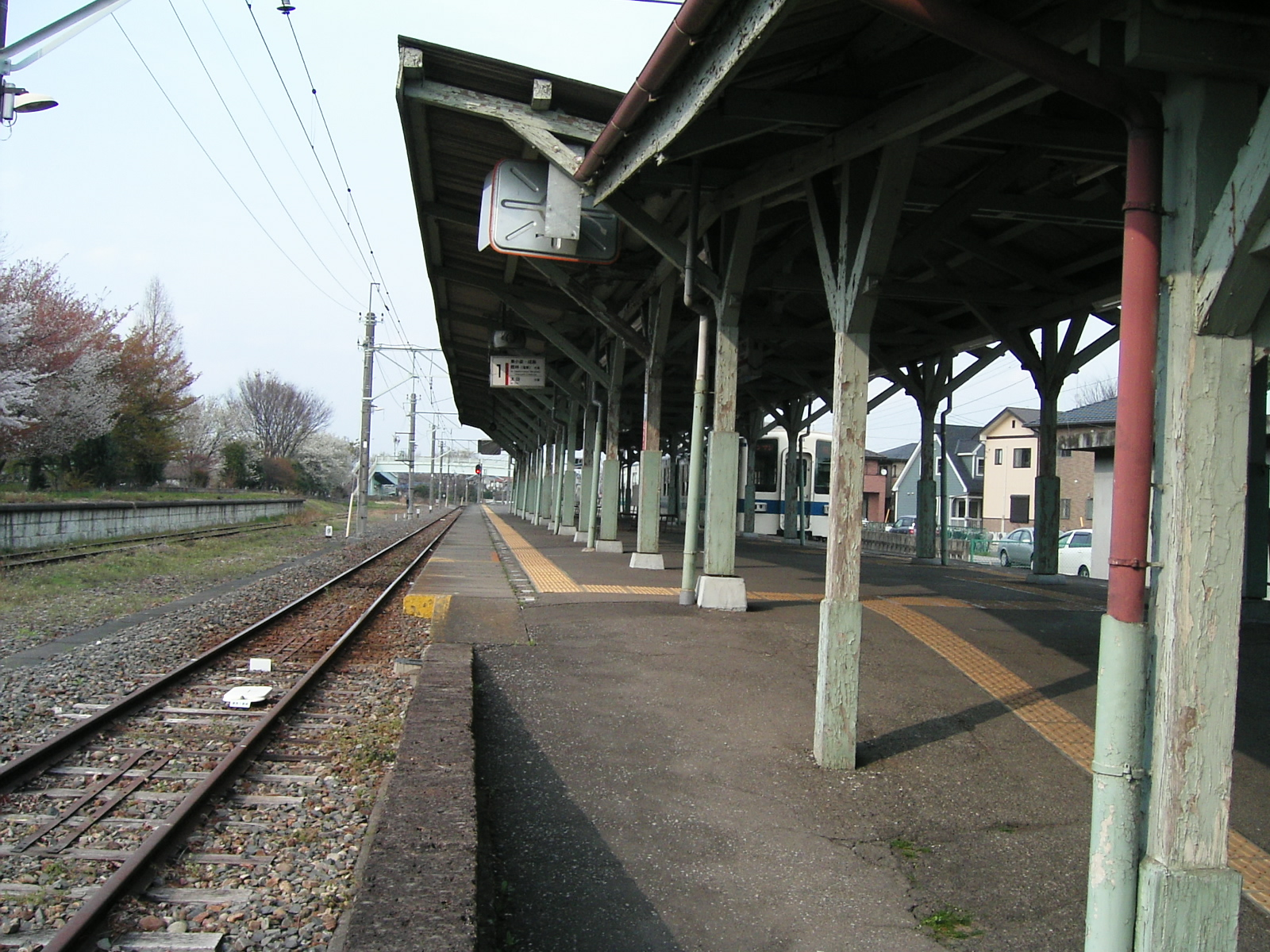
旧駅舎時代のホームく（2007年）。

### のりば
| 番線 | 路線   | 行先                            |
| ---- | ------ | ------------------------------- |
| 1・2 | 小泉線 | 東小泉・館林・浅草方面 太田方面 |

### 付記
1・2番線共に信号開通音として『今すぐKiss Me』が流れる。出発信号機と連動しており、列車発車後も信号の現示が赤色（停止現示）に変わるまで流れる。2017年5月27日以前は、『オブラディ・オブラダ』が使用されていた。

## 利用状況
2024年度の1日平均乗降人員は1,284人である。
近年の1日平均乗降人員の推移は下表の通りである｡
| 年度               | 1日平均 乗降人員 | 出典       |
| ------------------ | ---------------- | ---------- |
| 2001年（平成13年） | 1,641            | [ 東武 2 ] |
| 2002年（平成14年） | 1,572            | [ 東武 3 ] |
| 2003年（平成15年） | 1,618            | [ * 1 ]    |
| 2004年（平成16年） | 1,610            | [ * 2 ]    |
| 2005年（平成17年） | 1,562            | [ * 3 ]    |
| 2006年（平成18年） | 1,363            | [ * 4 ]    |
| 2007年（平成19年） | 1,293            | [ * 5 ]    |
| 2008年（平成20年） | 1,274            | [ * 6 ]    |
| 2009年（平成21年） | 1,224            | [ * 7 ]    |
| 2010年（平成22年） | 1,292            | [ * 8 ]    |
| 2011年（平成23年） | 1,239            | [ * 9 ]    |
| 2012年（平成24年） | 1,332            | [ * 10 ]   |
| 2013年（平成25年） | 1,398            | [ * 11 ]   |
| 2014年（平成26年） | 1,374            | [ * 12 ]   |
| 2015年（平成27年） | 1,415            | [ * 13 ]   |
| 2016年（平成28年） | 1,394            | [ * 14 ]   |
| 2017年（平成29年） | 1,432            | [ * 15 ]   |
| 2018年（平成30年） | 1,491            | [ * 16 ]   |
| 2019年（令和元年） | 1,523            | [ * 17 ]   |
| 2020年（令和02年） | 994              | [ * 18 ]   |
| 2021年（令和03年） | 1,093            | [ * 19 ]   |
| 2022年（令和04年） | 1,175            | [ * 20 ]   |
| 2023年（令和05年） | 1,201            | [ 東武 4 ] |
| 2024年（令和06年） | 1,284            | [ 東武 1 ] |

## 駅周辺
- パナソニック大泉地区（群馬工場）（旧三洋電機ロジスティクス）
- SUBARU大泉工場
- 群馬県道142号（旧国道354号）
- いずみ緑道
- 大泉町役場
- 大泉町立図書館
- 大泉消防署城之内出張所
- 大泉警察署西小泉駅前交番
- いずみ総合公園
  - いずみ総合公園町民体育館
- 西小泉郵便局
- 大泉保育福祉専門学校
- 大泉町立西中学校
- 大泉町立西小学校
- 大泉町立北中学校
- 大泉町立北小学校
- 大泉町立南小学校
- 大泉町立南中学校
- ショッピングセンター・ブラジリアンプラザ
- アソーゲタカラ 太田店
- ベルク ベスタ大泉店
- とりせん 大泉店
- キヨスケ・ブラジル
- 朝日自動車バス停留所

駅北側には東武バス西小泉出張所があった。後に出張所機能を廃し、単なる待機場となった。熊谷駅方面のバス路線はその後東武バスから朝日自動車に移管され、朝日バスの待機場として使われていたが、現在は取り壊されている。

## バス路線
| 乗り場                   | 系統           | 主要経由地                      | 行先         | 運行会社             | 備考 |
| ------------------------ | -------------- | ------------------------------- | ------------ | -------------------- | ---- |
| 西小泉駅                 | KM63           | 大泉町役場前・妻沼仲町・上根    | 熊谷駅       | 朝日自動車           |      |
| 西小泉駅前バスターミナル | 大泉・千代田線 | 大泉町役場前・舞木南            | 千代田町役場 | 広域公共バスあおぞら |      |
| 西小泉駅前バスターミナル | 大泉・千代田線 | 大泉町役場前・福島              | 千代田町役場 | 広域公共バスあおぞら |      |
| 西小泉駅前バスターミナル | 大泉・千代田線 | BUSターミナルおおた・太田駅南口 | 太田記念病院 | 広域公共バスあおぞら |      |

朝日バスは駅前の広場に乗り入れており、駅手前側に降車場、駅出口そばの横断歩道を渡った先にのりばがある。西小泉駅前バスターミナルは駅広場の南側県道142号（旧国道354号）を渡った先の西小泉駅前交番の裏手、ハナミズキ通りに面して設置されている。
2005年（平成17年）から2016年（平成28年）までは大泉町の町内循環バスさわやか（西コース・東コース）が西小泉駅前バスターミナルに乗り入れていた。

## 隣の駅
東武鉄道
 小泉線
小泉町駅 (TI 45) - 西小泉駅 (TI 46)

### 廃止路線
仙石河岸線（貨物線、1976年10月1日廃止）
西小泉駅 - 新小泉駅